# 荷塘镇 (江门市)

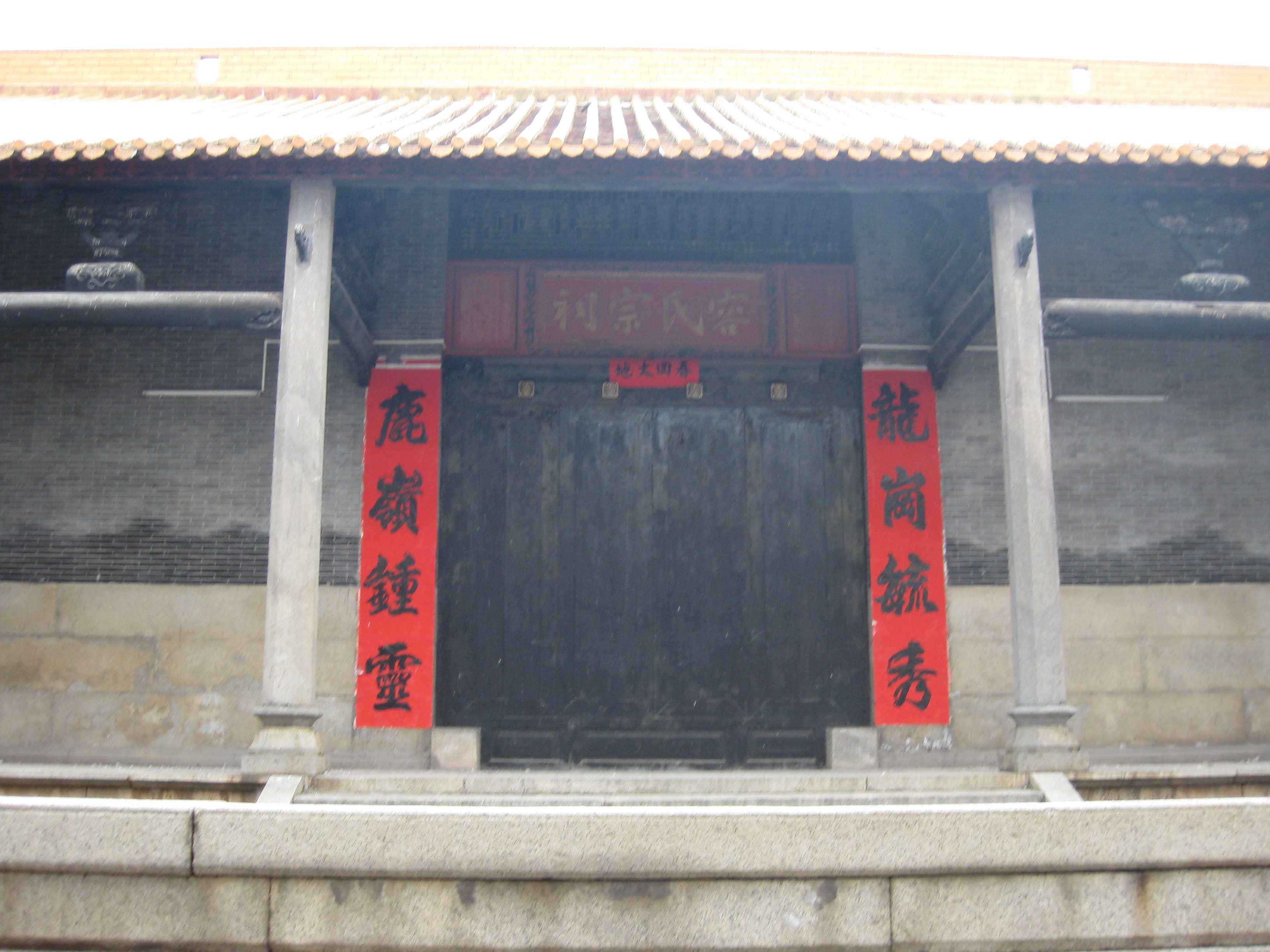
位於良村鄉的容氏宗祠

荷塘镇是中国廣東省江門市蓬江區轄下的三個鎮之一，總面積40平方公里，人口4.4萬。

## 地理
荷塘镇在蓬江區東北部，為西江上一個大島，東、北隔海州水道與順德均安和中山古鎮相望，西、南隔西江幹流與棠下鎮、潮連街道相望.最高点為马鞍山，高49米.

## 歷史
清朝屬新會縣华萼都，民國時屬第四區。1955年属外海區，1958年10月後属外海公社，1961年从外海公社分出，为荷塘公社。1983年，荷塘人民公社撤销，改建荷塘区公所。1987年，荷塘区公所撤销，改建荷塘鎮。2002年9月荷塘镇併入蓬江區。2016年6月，連接荷塘鎮與潮連島的潮荷大橋實現合龍。

## 行政区划
荷塘镇下辖以下村级行政区划单位
荷塘社区、禾岗村、吕步村、良村、篁湾村、霞村、康溪村、高村、三丫村、六坊村、塔岗村、为民村、唐溪村和南村。

## 工业
- 蓬江区荷塘篁湾裕伟手袋厂
- 蓬江区宜兴内衣厂
- 江门市蓬江区荷塘旭升内衣厂
- 荷塘镇凯宏有机硅材料厂
- 荷塘镇凯宏有机硅材料厂
- 蓬江区荷塘镇创益硅橡胶制品厂
- 江门新宇金属表面热处理厂

## 交通

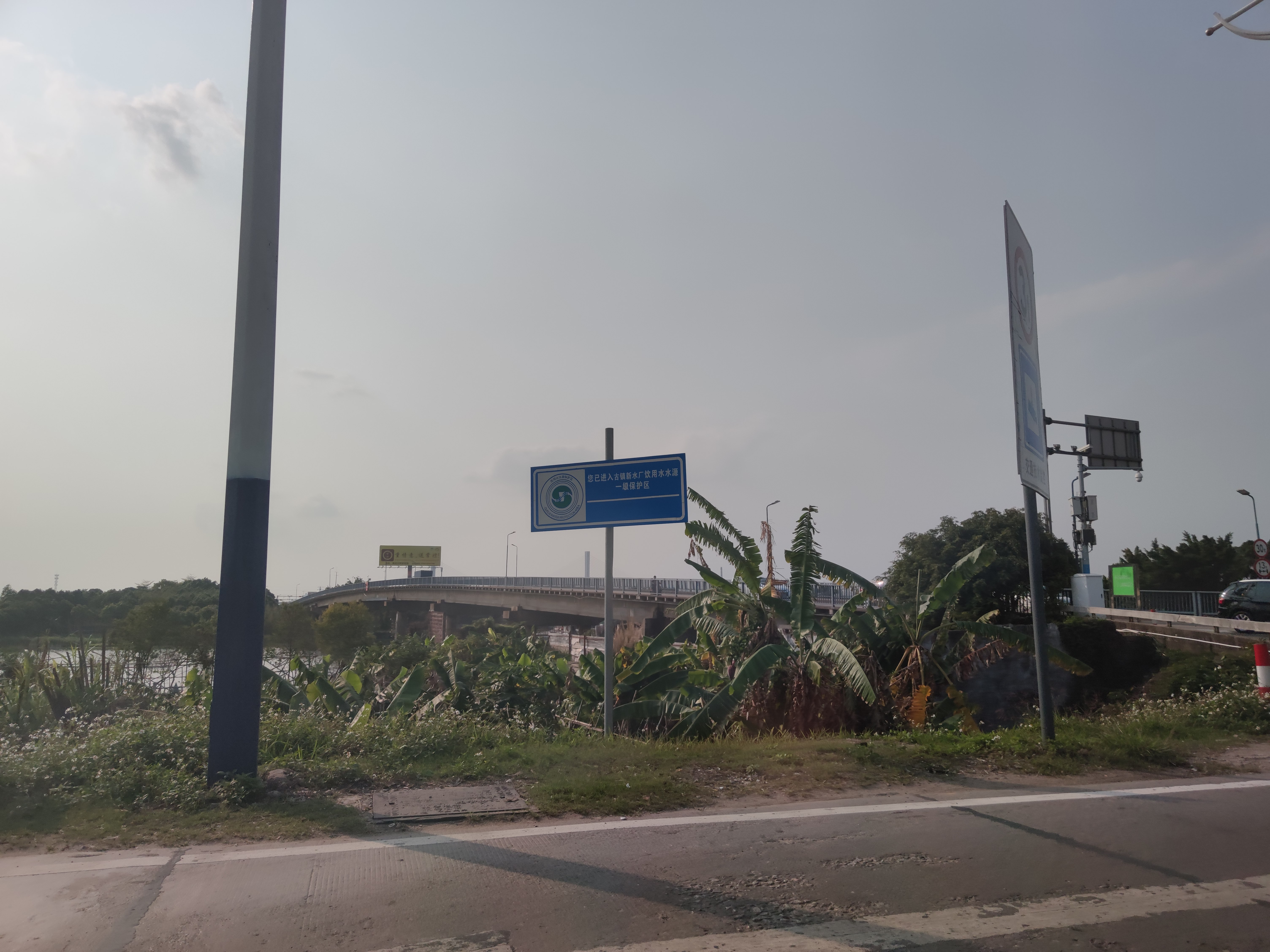
荷塘大桥

- 滨江大橋
- 广中江高速
- 广佛江高速
- 南沙港铁路
- 潮荷大桥
- 西江(铁路)大橋
- 荷塘貨櫃碼頭
- 荷塘镇沙鹅洋碼頭(渡头)

## 知名人物
- 劉德華，香港著名電視劇、電影男演員
- 劉美君，香港電視劇、電影女演員
- 胡定欣，香港電視劇女演員
- 容祖兒, 香港歌手
- 黎家亮, 高級工程師